# Béatrice Edwige
Béatrice Edwige (París, 3 de octubre de 1993) es una jugadora de balonmano francesa. Ha conseguido dos medallas olímpicas. 